# Amar Kanwar

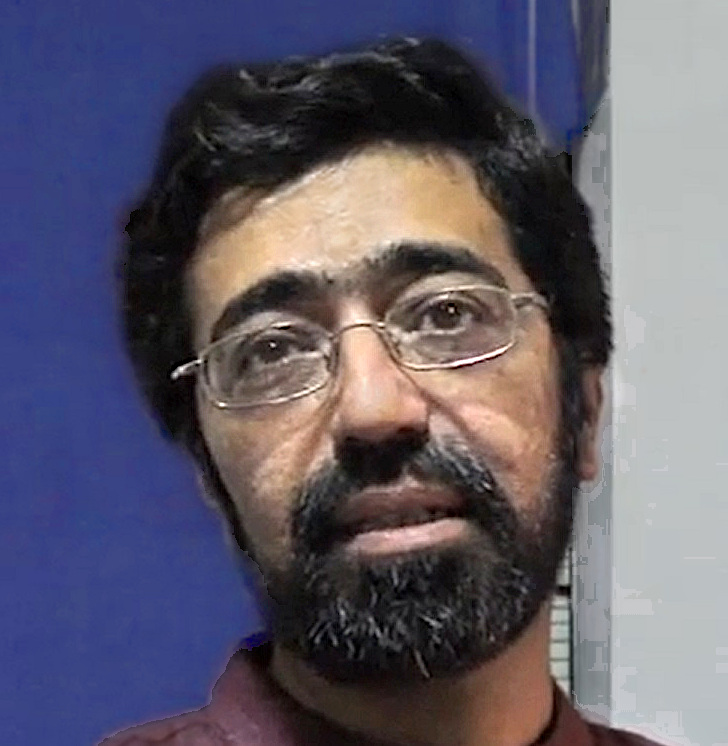
Amar Kanwar im Jahr 2012

Amar Kanwar (Hindi: अमर कंवर; * 1964 in Neu-Delhi) ist ein indischer Dokumentarfilmer und Künstler. Mit Mitteln des Dokumentarfilms und der Videoinstallation greift er Themen der Gegenwart und Geschichte des indischen Subkontinents auf. Besonders widmet er sich den Indisch-Pakistanischen Kriegen infolge der Teilung Indiens nach Erlangung der Unabhängigkeit. Arbeiten von Kanwar wurden auf vier documenta-Ausstellungen gezeigt.

## Leben
Amar Kanwar begann Mitte der 1980er Jahre Dokumentarfilme zu machen. Den Anstoß dafür gaben die Massaker an Sikhs infolge des Attentats auf Indira Gandhi am 31. Oktober 1984 und die Katastrophe von Bhopal vom Dezember desselben Jahres. Kanwars Film A Season Outside (1998) nimmt diese beiden Ereignisse auf.
Bis heute hat Amar Kanwar mehr als 40 Filme und Videoinstallationen realisiert. Seine Filme wurden unter anderem auf den Filmfestivals von San Francisco (Golden Gate Award), Mumbai (Golden Conch) und Turin (1. Preis) ausgezeichnet. Kanwar wurde 2005 mit dem neu gestifteten Edvard Munch Award for Contemporary Art ausgezeichnet, der durch eine Stiftung des norwegischen Kulturministeriums vergeben wird. Kanwar lebt und arbeitet in Neu-Delhi.
Im Jahr 2022 saß Amar Kanwar im Beirat der documenta fifteen in Kassel.

## Ausstellungen

### Einzelausstellungen (Auswahl)
- 2013/2014: Amar Kanwar: The Lightning Testimonies., Art Institute of Chicago.[4]
- 2008: Amar Kanwar – the torn first pages, Haus der Kunst, München.[5] Die Trilogie wurde auch im Stedelijk Museum in Amsterdam und in ’s-Hertogenbosch gezeigt.
- 2007: Whitechapel Laboratory – Amar Kanwar, Whitechapel Art Gallery, London. Gezeigt wurde die Trilogie A Season Outside, To Remember und A Night of Prophecy.[6]
- 2006: Trilogy: Amar Kanwar, Kunstindustrimuseet Oslo. Gezeigt wurden die Arbeiten A Season Outside (1998), A Night of Prophecy (2002) und To Remember (2003).[7]
- 2003: Amar Kanwar – Of Poems and Prophesies, Renaissance Society, Chicago. Gezeigt wurden drei Arbeiten: A Season Outside (1998), A Night of Prophecy (2002) und The 30th of January (2003).[8]

### Teilnahme an Gruppenausstellungen (Auswahl)
- 2017: documenta 14, Kassel. Gezeigt werden das Video Such a Morning (2017) und die Sechskanal-Digitalvideoinstallation Letter 5 (Such a Morning).
- 2012: dOCUMENTA (13), Kassel
- 2008: Art Focus 5, Jerusalem.[9]
- 2007: documenta 12, Kassel. Gezeigt wurde die Videoinstallation The Lightning Testimonies.[10]
- 2007:  Thermocline of Art. Neue Asiatische Kunst., Museum für Neue Kunst, ZKM, Karlsruhe.[11]
- 2006: Biennale of Sydney 2006
- 2005: Populism, gezeigt in Vilnius, in Oslo, im Frankfurter Kunstverein in Frankfurt/Main sowie im Stedelijk Museum in Amsterdam.[12]
- 2005: Patriot, Contemporary Museum, Baltimore (MD).[13]
- 2003: body.city – Neue Perspektiven aus Indien, Haus der Kulturen der Welt, Berlin.[14]
- 2003: Territories, Kunst-Werke Berlin.[15]
- 2002: Documenta11, Kassel. Gezeigt wurde die Videoinstallation A Season Outside (1998).[16]